# 陕西大秦足球俱乐部
陕西大秦足球俱乐部，是在原四川足球俱乐部的投资方美联蜀宣布放弃投资球队后，原球队人员在2011年成立的新俱乐部。前身为四川都江堰欣宝足球俱乐部，2012年1月在陕西浐灞宣布迁入贵州后，俱乐部随即宣布迁入陕西。陕西大秦参加2012年中国足球乙级联赛南区比赛，其后未参加2013年中乙比赛。

## 简介

都江堰欣宝时期队徽

2010年乙级联赛结束后，四川足球俱乐部因缺钱缺人一度面临解散。2011年4月，俱乐部一分为二，原投资方美联蜀宣布放弃投资成年队，与四川省足协另外合建四川全运队，以“四川足球俱乐部川大队”名义参加新赛季乙级联赛；而原球队主要人员得到西安一家企业的投资，新成立了四川都江堰欣宝足球俱乐部，也参加乙级联赛。
2012年1月在陕西浐灞宣布迁入贵州后，俱乐部随即宣布迁入陕西，其后在网上公开征集俱乐部的新名称，经过投票后決定使用陕西大秦足球俱乐部这个名称。
| 年份   | 赛事             | 赛区 | 名称           |
| ------ | ---------------- | ---- | -------------- |
| 2011年 | 中国足球乙级联赛 | 南区 | 四川都江堰欣宝 |
| 2012年 | 中国足球乙级联赛 | 北区 | 陕西大秦       |

## 球员荣誉
- 石俊：2011年中国足球乙级联赛最佳射手